# Rothschildia pegasus
Rothschildia pegasus är en fjärilsart som beskrevs av Max Wilhelm Karl Draudt 1929. Rothschildia pegasus ingår i släktet Rothschildia och familjen påfågelsspinnare. Inga underarter finns listade.